# Alain Guichardet
Alain Guichardet est un mathématicien français né en 1930.

## Biographie
Ancien élève de l'École normale supérieure (promotion 1950), il est professeur à l'École polytechnique de 1976 à 1996. Il a effectué sa thèse à l'université de Paris sous la direction de Jacques Dixmier et a enseigné à l'université de Poitiers. Fokko du Cloux a fait partie de ses étudiants de thèse.

## Œuvres

### Livres
- Cohomologie des groupes topologiques et des algèbres de Lie, 1980 (lire en ligne).
- Groupes quantiques : introduction au point de vue formel, EDP Sciences, 1995 (lire en ligne).
- Intégration : analyse hilbertienne, École polytechnique, 1998.
- Le problème de Kepler, École polytechnique, 2012 (présentation en ligne, lire en ligne).

### Autres publications
- Publications sur ScienceDirect
- Publications sur Microsoft Academic Search (en)